# Artemita
Artemita (en griego Ἀρτεμίτα) o Artemita de Apolinatis fue una ciudad de Mesopotamia oriental, del período parto, capital de la provincia de Apolinatis. Fue el lugar de nacimiento del historiador Apolodoro de Artemita. 
Estaba situada entre Seleucia y los montes Zagros, en la carretera principal. Isidoro de Carax dice que también se le llama Calasar, lo que probablemente derivaría de la provincia de Calonitis (sar "cima" de Cala). Según Isidoro la ciudad era cruzada por el río Silas (actual Diyala) y a unos 80 km de Seleucia. En la tabula Peutingeriana la distancia es de 105 km por un error tipográfico, pero tendría que ser de 93 km.
Isidoro la describe com una ciudad griega y Plinio el viejo dice que fue fundada por macedonios, pero según Tácito y Esteban de Bizancio era una ciudad habitada por partos, aunque probablemente se trataría de una ciudad griega que más tarde fue poblada por elementos iranios, hasta perder su carácter original.
El año 31 ayudó a Tiridates II de Partia, pretendiente al trono enviado por Roma en oposición a Artabano II de Partia. Bajo los sasánidas ya no se la nombra, pero siguió existiendo, ya que se la nombra bajo los árabes. 
- Datos: Q3561234